# ول معمولی
ول معمولی (نام علمی: Microtus arvalis) نام یک گونه از زیرخانواده ولیان است.